# 铁刀木小煤炱细小变种
铁刀木小煤炱细小变种（学名：Meliola aethiops var. minor）是属于小煤炱目小煤炱科小煤炱属的一种真菌，寄生在决明属植物上。该种分布于中国、印度尼西亚、新加坡、塞拉利昂等地。